# Лешниково (Московская область)
Лешниково — деревня в Шатурском муниципальном районе Московской области. Входит в состав Кривандинского сельского поселения. Население — 32 чел. (2013).

## Расположение
Деревня Лешниково расположена в центральной части Шатурского района, расстояние до МКАД порядка 141 км. Высота над уровнем моря 130 м.

## Название
В письменных источниках деревня упоминается как Лешниковская, Лешино, позднее Лешниково. В работе И. И. Проходцова «Населённые места Рязанской губернии» деревня также названа Крышняково.

## История
Впервые упоминается в писцовой Владимирской книге В. Кропоткина 1637—1648 гг. как деревня Лешниковская Дубровской волости Владимирского уезда. Деревня принадлежала Ивану Яковлевичу Ильину, Ирине Хрущевой и князю Максиму Михайловичу Мещерскому.
Последним владельцем деревни перед отменой крепостного права был помещик Федоровский.
После отмены крепостного права деревня вошла в состав Семёновской волости.
В советское время деревня входила в Лузгаринский сельсовет.

## Население
| 1859 | 1868 | 1885 | 1905 | 1926 | 1931 |
| ---- | ---- | ---- | ---- | ---- | ---- |
| 39   | ↗46  | ↗60  | ↗78  | ↘52  | ↗89  |
| 1970 | 1993 | 2002 | 2006 | 2010 | 2011 |
| ↘44  | ↘13  | ↗14  | →14  | ↘13  | ↗32  |
| 2013 |      |      |      |      |      |
| →32  |      |      |      |      |      |